# ناو کلاس آلفا ال ۲۰
ناو کلاس آلفا ال ۲۰ (به انگلیسی: L 20 α-class battleship) یک کلاس از کشتی است که طول آن 238 m (781 ft) می‌باشد.